# Fox Drag Queen
Fox Drag Queen, nombre artístico de Ram Luza (Lima, 1983), es una drag queen peruana.

## Biografía
Ha hecho apariciones en bares y discotecas LGBTIQ+ de Lima, como Legendaris Discoteca, Lolita Bar, Valetodo Downtown, entre otros.
A mediados del 2017, fue convocada para pertenecer al elenco de "Exposed", una nueva propuesta de arte drag alternativo donde se presentaban artistas emergentes de distintos estilos.
Gracias al famoso reality Rupaul's Drag Race, muchas de las drag queens más populares del programa visitaron Perú. Esta revolución del drag reflejada fielmente en la película Invasión Drag provocó un creciente interés público en el arte drag. Compartió escenario con drag queens internacionales como Sasha Velour, Tatianna, Alyssa Edwards, Willam, Pepermint, Milk, Cynthia Lee Fontaine, Trinity The Tuck, Adore Delano, entre otras.
En el año 2018 creó "The Drag Factor", que se convirtió en el primer concurso independiente de Perú y donde muchos artistas drag han tenido su bautismo.
Luego de participar en algunos cortometrajes, documentales y reportajes, Fox también ha sido parte Me vestí de reina, libro que cuenta la historia de las diez drag queens de Perú.
Ha participado en la Marcha del Orgullo de Lima y junto a su marca The Drag Factor lucha constantemente contra la discriminación hacia la comunidad LGBTIQ+.
En el año 2019, lanzó su primer sencillo, Un perro.Posteriormente publicó Dámelo, canción que combina el género urbano con pop electrónico.

## Discografía

### Sencillos
- Un Perro (2018)
- Sin Miedo (2019)
- Show (2019)
- Dámelo (2023)